# Ciro Terranova
Ciro Terranova (pronunciación en italiano: /ˈtʃiːro ˌtɛrraˈnɔːva/) fue un gángster neoyorquino nacido en Italia y subjefe de la familia criminal Morello.

## Primeros años
Terranova nació en Corleone, Sicilia, el 20 de julio de 1888. En 1893, Ciro se mudó a Nueva York junto con su padre, madre, cuatro hermanas y sus hermanos Vincenzo y Nicolo, para encontrarse con su medio hermano Giuseppe Morello, quien había llegado seis meses antes. Años después, Ciro, Vincenzo, Nicolo y Giuseppe fundarían la poderosa familia criminal Morello.
Debido a la falta de trabajo en el área de Nueva York, Terranova y su familia solo se quedaron por un año. Eventualmente, viajaron a Luisiana, donde su padre plantó caña de azúcar, y luego se mudaron a Bryan, Texas, donde trabajaron cosechando algodón. Luego de dos años en Texas, la malaria atacó a la familia y se mudaron de vuelta a Nueva York en 1896.

## Retorno a Nueva York
Ciro y Vincent fueron al colegio y trabajaron en noches y fines de semana en el negocio de la familia, una tienda de yeso. Ciro luego trabajó como camarero en un restaurante propiedad de su medio hermano Giuseppe, en la parte trasera del saloon ubicado en Prince Street. En 1903, Giuseppe fue acusado de un asesinato del barril, pero fue liberado debido a la falta de evidencia. Luego de que terminaran los juicios en junio de 1903, la familia criminal Morello continuó luchando contra las búsquedas policiales y el acoso. En una ocasión, Ciro, Vincent y sus sobrinos Charlie y Nick Sylvester fueron arrestados y mantenidos presos toda la noche. En otra ocasión, Ciro fue arrestado mientras trataba de encontrar un médico para Charlie.[cita requerida]

## Subida al poder
Cuando Ignazio «the Wolf» Lupo y su hermano Giuseppe fueron enviados a prisión por falsificación, Ciro, Vincent, y Nick llenaron el vacío de poder. Pronto se convirtieron en los principales gánsteres del Harlem italiano dirigiendo la familia Morello. Ciro se ganó su apodo, «the Artichoke King» (en español: El rey de la alcachofa), comprando todas las alcachofas que llegaban a Nueva York y revendiéndolas a un precio tres veces mayor.
En 1916, Joe Di Marco, un operador de apuestas, retó el poder de Ciro y los Morello. Entonces estos conspiraron junto con la pandilla de Navy Street, basada en Brooklyn y conformante de la camorra en Nueva York, para matar a Di Marco y darle ese local a Leo Lauritano, el líder de esa pandilla. Lauritano, a su vez, le encargó el asesinato a Mike Fetto. Las versiones difieren sobre lo que pasó después. En una versión, Fetto fue al club de Di Marco para matarlo, pero no pudo identificarlo y regresó sin terminar el golpe, el mismo que le fue encargado a John "Jonny Left» Esposito, para que actuase con Fetto como su asistente. Esposito tampoco pudo identificar a Di Marco, matando a Charles Lombardi. Fetto eventualmente alcanzó a Di Marco y lo asesinó.
En otra versión de los hechos, Fetto disparó a Lombardi pensando que era Di Marco. Un tercer asociado de los Morello en ese lugar, Giuseppe Verrizano, fue quien terminó matando a Di Marco.

## Cambio en el poder
Luego del asesinato de Di Marco, la policía arrestó al sicario John Esposito. Esposito implicó a Ciro, quien fue acusado de los dos asesinatos. Sin embargo, los cargos contra Ciro fueron dejados de lado pronto. La razón fue que el testimonio contra Ciro fue dado por co-conspiradores y cómplices y bajo la ley de Nueva York, era necesaria la corroboración. Dos semanas después del asesinato, pero antes de su arresto, Esposito recibió la orden de matar a Charles Ubriaco y al hermano de Ciro y jefe de la familia, Nicholas, quienes estaban discutiendo los términos de paz con los miembros de las pandillas rivales de la camorra en Brooklyn.
Para 1920, el gobierno de los Morello-Terranova-Lupo estaba siendo superado por el de Giuseppe «Joe the Boss» Masseria, un gánster en ascenso. Vincent Morello fue asesinado en la calle 116 este. Un poderoso enemigo de la familia Morello, Umberto Valenti, fue asesinado por Charles «Lucky» Luciano, entonces un miembro del grupo de Masseria. Luego de la muerte de Valenti, muchos de los hombres de Ciro empezaron a apoyar a Masseria. Incluso Peter Morello lo empezó a apoyar. Cuando todo se calmó, Ciro controló la 116th Street Crew en Upper Manhattan y Masseria controlaba el Bronx.

## Guerra de Castellammarense
Mientras se desarrollaba la guerra de Castellammarense, Joe Valachi trató de reparar su amistad con Ciro e incluso se hizo amigo de su chofer. Tommy Gagliano (quien luego se convertiría en jefe de la familia criminal Lucchese) le propondría entonces a Valachi de tomar su lado en la guerra de mafiosos.
La primera tarea de Valachi fue matar al chofer de Ciro; en cambio, Valachi mató al sobrino de Ciro, Joseph Catania. En el funeral de Catania, Terranova juró venganza. Valachi también dijo que había matado a Giuseppe Morello, el medio hermano de Ciro, pero Lucky Luciano dijo que los responsables de esa muerte fueron Albert Anastasia y Frank Scalise.
A inicios de los años 1930, el alcalde de Nueva York Fiorello LaGuardia lideró un exitoso esfuerzo para descriminalizar el comercio de las alcachofas, destruyendo la base del poder de Terranova. Para el momento de su muerte, Terranova se había empobrecido.

## Muerte
El 18 de febrero de 1938, Ciro Terranova sufrió un accidente cerebrovascular paralizante. Murió dos días después en el Columbus Hospital, a la edad de 49 años; con su esposa e hijo a su lado. Ciro fue el único de los cuatro hermanos Morello/Terranova en morir de muerte natural. Ciro y sus tres hermanos yacen en tumbas sin lápida en el Calvary Cemetery en Queens, no muy lejos de la tumba de Joe Petrosino, quien los investigó, y de otros miembros de la familia Morello como Ignazio «Lupo the Wolf» Lupo.

## En la ficción popular
- En la serie de televisión Los Intocables, Terranova es interpretado por Jack Weston.